# Siegfried Enkelmann
Siegfried Enkelmann (* 24. Dezember 1905 in Krasnopol (Belarus); † 10. Januar 1978 in München) war ein deutscher Fotograf.

## Leben und Werk
Siegfried Enkelmann kam nach eigener Aussage 1921 nach Berlin. Er arbeitete von 1927 bis 1929 als Gehilfe im – auf Reklamefotos spezialisierten – Fotoatelier von F. H. Nolte und war anschließend Mitarbeiter im Atelier von Hans Robertson. Hier arbeitete er vor allem im Bereich der Tanzfotografie und als Porträtfotograf.
Nach der Machtergreifung der Nationalsozialisten wurde Hans Robertson als Jude aus dem Landesverband Berlin der Bildberichter ausgeschlossen und entschloss sich, nach Dänemark zu emigrieren. Daher übergab er sein Atelier im Juni 1933 mit seinem Negativarchiv an Enkelmann. Das Archiv enthielt auch den zuvor von Robertson mit der Übernahme des Ateliers von Lili Baruch erhaltenen Bestand. Enkelmann arbeitete noch kurze Zeit unter Robertsons Namen weiter, um das Atelier dann ab 1935 unter eigenem Namen mit seiner späteren Ehefrau, der von Robertson ausgebildeten jüdischen Fotografin Irene Krämer fortzuführen. Nach der Zerstörung von Wohnung und Atelier bei einem Luftangriff lebten und arbeiteten Enkelmann und Krämer ab 1942 bei dem Fotografen Hans Rama.
Es gibt Tanzfotografien aus der Zeit vor 1934, die zuerst von Lili Altschul-Baruch, dann von Robertson gestempelt wurden und solche, die zuerst das Atelier Robertson, später S. Enkelmann als Urheber benennen, wobei letztere von Enkelmann als Angestellter im Atelier Robertson aufgenommen worden sein können. Fast alle Glasplattennegative, die Enkelmann in eine Laube im Umland Berlins verlagert hatte, um sie vor den Kriegszerstörungen Berlins zu retten, wurden im Zuge des Vormarsches sowjetischer Truppen auf Berlin von diesen mutwillig zerstört. Nach Kriegsende konnten Enkelmann und Irene Krämer, die mit seiner Hilfe die NS-Herrschaft überlebt hatte, endlich heiraten. 1960 siedelte das Ehepaar von Berlin nach München über.
Siegfried Enkelmann gilt als der prominenteste deutsche Tanzfotograf von den 1930er bis zu den frühen 1960er Jahren. Unzählige seiner Fotos sind in Büchern und Zeitschriften veröffentlicht. Er selbst gab mehrere Tanzfotobücher mit eigenen Bildern heraus. Nach eigener Aussage verdiente er sich den Lebensunterhalt aber vor allem mit der Werbefotografie.

## Fotoarchiv
Die Bestände des Fotoarchivs von Siegfried Enkelmann wurden vom Deutschen Tanzarchiv Köln erworben. Sie umfassen eine geringe Anzahl von Glasplatten-Negativen sowie über 30.000 Mittelformat-Filmnegative der 1930er Jahre, Kleinbildnegative und Dias der Nachkriegszeit. Die Urheberrechte liegen bei der Verwertungsgesellschaft Bild-Kunst.

## Würdigung(en)
„Tanzfotografie, sagt Michel Petit, ist der Gipfel der Schwierigkeiten. Er, Enkelmann, meistert ihn. Spätestens seit 1933, als sich Enkelmann selbständig machte, wußten das die deutschen Tänzer und zogen aus allen Provinzen gen Berlin, um sich ihrem tänzerischen Konterfei das Air des Vollkommenen geben zu lassen. Bald waren es europäische Tänzer, Eleven und Etoiles, für die es Enkelmann sein mußte. Er wurde so etwas wie ein Markenzeichen, sozusagen der Mercedesstern, den man auch noch einem Klappergerüst aufsetzen konnte. Enkelmann machte jeden zum Renner, gab jedem den ihm gebührenden (und nicht gebührenden) Schwung. [...] Sein bildkünstlerischer Stil wurde Dokument der Entwicklungsgeschichte des deutschen Tanzes und des Tanzes in Deutschland über Jahrzehnte. Die Technik und Ästhetik seiner Mittel hat in allen Fachzeitschriften der Foto-Technik höchste Anerkennung gefunden. Raum, Zeit und Kraft, die Elemente der Bewegung in den fotografischen Augenblick zu bannen und dabei das Leben in bewegter Ausdruckskraft zu erhalten, war das fotografische und künstlerische Vermögen Enkelmanns, seine Magie.“
Kurt Peters

## Veröffentlichungen (Auswahl)
- Tänzer unserer Zeit. Mit 76 Fotos von S. Enkelmann. Geleitwort von Rolf Cunz. Einführung von Harald Kreutzberg. Piper, München 1937.
- Ballett in Deutschland. Aufnahmen von S. Enkelmann. Rembrandt Verlag, Berlin 1954 (1. Folge) und 1957 (2. Folge).
- Ballett in Basel. Aufnahmen von Siegfried Enkelmann. Textbeiträge von Rudolf Liechtenhan. Choreographie der abgebildeten Ballette: Wazlaw Orlikowsky. Kirschgarten-Verlag, Basel o. J. [1962]